# Кючук-Кайнарджійський мирний договір

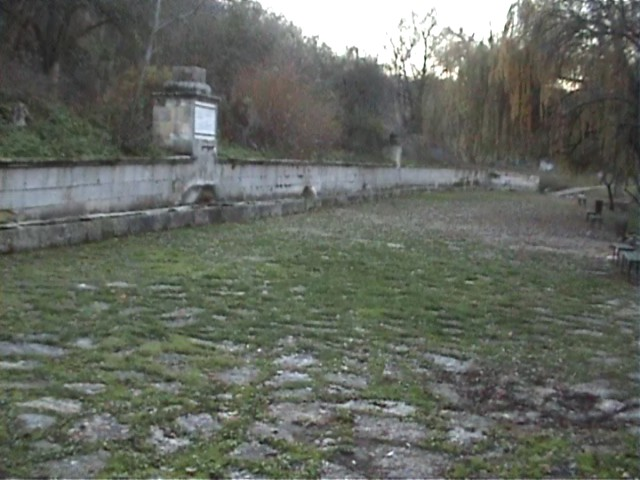
Місце підписання договору

Кючук-Кайнарджійський мирний договір (тур. Küçük Kaynarca Antlaşması) — мирна угода між Російською імперією та Османською імперією, підписана 10 (21) липня 1774 в Кючук-Кайнарджі, (Добруджа, Болгарія) фельдмаршалом Петром Румянцевим і представниками Османської імперії; завершив російсько-турецьку війну імператриці Катерини II. Підтвердив територіальні завоювання Російської імперії у межах попереднього Белградського мирного договору від 1739 року та умови Карасубазарського договору 1772 року.

## Опис
В умовах миру:
- Проголошена повна незалежність Кримського ханства, кубанських татар та ін. як від Османської імперії, так і від Росії;
- Росія передає «татарській нації» міста і землі, відвойовані нею в Криму і на Кубані, а також землі між Бугом і Дністром до польського кордону і територію, обмежену, з одного боку, річками Бердою і Кінськими водами і, з іншого боку, Дніпром;
- Росія анексує перші землі в Криму — місто Керч і фортецю Єні-Кале, утримуючи за собою раніше завойовані форпости на Чорному морі — Азов і Кінбурн;
- фортеця Очаків і її повіт залишаються у володінні Туреччини;
- російські торгові кораблі в турецьких водах отримують ті ж привілеї, що і французькі та англійські;
- за Росією визнається право захисту і заступництва християн у Дунайських князівствах;
- Росія отримує право мати свій флот на Чорному морі і право проходу через протоки Босфор і Дарданелли.

Територіальні зміни після підписання Кючук-Кайнарджійського мирного договору

Османська імперія втратила Кримське ханство, якому вона була вимушена надати незалежність. Хан Девлет IV Герай привселюдно не прийняв незалежність і відправив до Стамбулу документ, згідно з яким хоче й надалі залишатися під залежністю Високої Порти[джерело?]. Але Порта відмовилася, бо була у складному становищі після війни з Росією. Коли ханом став Шагін-Герай, ханство фактично було залежне від Російської імперії і було загарбано Росією в 1783. Також Російська імперія отримала, узбережжя Азовського моря, але не мала права на будівництво фортець на узбережжі та каботажне плавання.
Цим мирним договором підкреслений момент, з якого починається поступове ослаблення Османської держави й одночасно з цим зростання впливу Російської імперії на Балканському півострові. Османська імперія затягувала ратифікацію договору, прагнучи домогтися перегляду умов, що стосуються передусім Молдовського князівства і Мунтенії. У цьому її підтримували європейські держави, стурбовані посиленням впливу Російської імперії в Дунайських князівствах.
Внаслідок Кючук-Кайнарджійського мирного договору посилився національно-визвольний рух населення Молдовського князівства. Пішла низка звернень від влади князівства до російського імператора з проханнями контролювати виконання зобов'язань Османською імперією і підтримати розширення автономії.
Кючук-Кайнарджійський договір 21 липня 1774 року сприяв переселенню сільських громад з країн Балканського півострова і Подунав'я на українські землі. У договорі визначались умови переселення. Сім'ям, які бажали залишити свою вітчизну і переселитися в інші місця, був дозволений вільний виїзд зі всім майном. Щоб ці родини могли владнати справи, їм був даний річний строк для вільного переселення, рахуючи від дня розміну трактату. З іммігрантів не вимагалася і не стягувалася ніяка грошова або інша сума за старі рахунки, якого б походження вони не були. З них також не вимагалася жодна контрибуція або плата за весь воєнний час і за великі їх страждання і розорення, пережиті протягом війни, і ще на два роки вперед, вважаючи із дня розміну трактату. Жителі різних національностей і соціального стану з територій, що поверталися Османській імперії, які перебували на службі у російській армії і бажали понад даний їм річний термін переселитись до Російської імперії, могли зі своїми сім'ями і зі своїм майном відійти разом з російськими військами. Уряд Османської імперії зобов'язувався нічим не перешкоджати переселенню.
Пункти Кючук-Кайнарджійського мирного договору узаконили переселення громад в Україну, яке відбулося під час війни, в тому числі і великої болгарської громади (400 сімей) з села Алфатар (Флатар) Силістрійського округу у 1773—1774 роках. Територія, що знаходилась поблизу Силістрії, була ареною головних бойових дій війни 1768—1774 років. Побоюючись репресій з боку османської адміністрації за допомогу російській армії, представники алфатарської громади звернулися у 1773 році до головнокомандувача російських військ графа П. О. Румянцева. Румянцев їх прийняв, і після бесіди доручив майору Штиричу з 72-ма гусарами провести болгар від берегів Дунаю до фортеці Святої Єлизавети. Прибувши туди восени, вони були розміщені на зиму в селах Сербського гусарського полку: Дмитрівці, Аджамці і Диковці. Навесні 1774 року граф П. О. Румянцев прибув у місто Кременчук, де, після наради з місцевим начальством, в якій брали участь представники від алфатарської громади, було вирішено розселити болгар у вибраному ними болгарському селищі Вільшанка та інших навколишніх болгарських селах, населення яких до того часу значно зменшилось внаслідок війни. Після переходу болгар у 1773 році і зимування в місцевостях біля Єлизаветграду, в 1774 році головнокомандувач армії граф Румянцев надав їм право вибрати собі місце для поселення на землях, відведених колишнім вихідцям з Османської імперії. Таким чином, болгари відразу ж після переходу поселились на вибраному ними урочищі при річці Синюхи. В 1774 році до Вільшанки була перевезена трикупольна дерев'яна церква в ім'я святого Іоана Милостивого — покровителя болгарських іммігрантів, побудована в Київській або Подільській губернії. Дозвіл на її будівництво вільшанці отримали у 1772 році, але будівництво було розпочате в 1773 році. Керував перевозом церкви Христофор Степанов.
Про появу однієї з частин громади з села Алфатар у Вільшанці доповідав отаман Калніболотського куреня Антон Білий у Рапорті від 16 липня 1774 року кошовому отаману Низового Запорізького Війська Петру Івановичу Калнишевському (1762—1775). Отаману Калніболотського куреня Антону Білому було дане розпорядження просуватись лівим берегом Синюхи, а після цього стати в гирлі Чорного Ташлика, де була Калмазова слобода, і робити роз'їзди вверх Синюхи і Ташликом вище Чорного Ташлика над Синюхою верст в дві. Виконанню цих завдань перешкоджали команди відставного гусарського майора Ставровського, які стали по бродах вище Катеринського шанця по річці Синюсі до «Грузької установи» і які скрізь підстерігали людей, що їхали з земель, підлеглих Війську Запорізькому Низовому, щоб ані під яким приводом до Польської області і звідти не проїжджали. За чотири тижні до прибуття запорожців, в слободу Маслово прийшло на поселення більше ста сімей болгар. Вони оселилися там, де були сінокосні луки по Чорному Ташлику і в інших місцях. Болгари і молдовани, які оселились на Синєбродському броді скосили по річках сіно і очерет. Накошене в Чорному Ташлику сіно чотирма чоловіками, які прийшли на поселення з Калмазової слободи і були розігнані військовим осавулом Степаном Голехом, болгари з дозволу капітана Ісаєва забрали і косити більше не пускали. Тому, на думку Антона Білого, якщо козаки будуть зимувати у цій місцевості, то їм нічим буде годувати коней. Для збору посіяного в Калмазовій різними людьми збіжжя був надісланий від полковника Звєрєва вахмістр. Болгарам, які прийшли до Вільшанки і в сусідні села у 1774 році, надавались ті ж права і пільги, визначені в Маніфесті Катерини II, що й усім іншим «вихідцям із Болгарії». Внаслідок переселень середини — другої половини XVIII століття у Вільшанці мешкали вихідці з-під Рущука, Відіна, Силістри і з Добруджи. Частина населення Вільшанки ще в кінці XIX століття називалась «добруджанами». Болгари, які переселились в Україну раніше 1750-х років, не включалися в число тих, що мали право на пільги, як і інші корінні жителі Причорноморських степів.
Скориставшись ситуацією, Російська імперія порушила питання про статус князівства і в березні 1779 року була прийнята Айнали-Кавакська конвенція, оголошена частиною Кючук-Кайнарджійського договору. Ця конвенція підтверджувала юридичну силу поступок з боку Порти і перераховувала її зобов'язання перед Молдовою. Зокрема, князівству були повернені 15 сіл, приєднаних до османських райятів. Молдовські представники в Стамбулі отримали дипломатичну недоторканність. Порта обіцяла не робити замах на свободу християнського віросповідання. Умови договору не могли бути скасовані султаном або його наступниками. Мирний договір передбачав і заснування російського консульства. Генеральне консульство в Молдові, Мунтенії та Бессарабії було утворене в грудні 1779 року з резиденцією в Бухаресті. Проте фактично консульство почало роботу тільки у 1782 році через протидію Порти і низки західних країн. Османський уряд, аби перешкодити роботі російського консула, дозволив в 1783 році відкрити австрійське, а в 1786 році і прусське консульство. Проте це тільки сприяло посиленню самостійності в зовнішній політиці Молдовського князівства.
28 грудня 1783 року було підписано ще одну угоду між Російською імперією і Османською імперією, згідно з якою остання знову зобов'язалася точно виконувати положення Кючук-Кайнарджійського мирного договору, а також Айнали-Кавакської конвенції. Пізніше був уточнений порядок призначення і зміщення господарів Молдовського князівства, розмір і порядок стягування данини тощо. Підписання Кючук-Кайнарджійського договору і подальших угод ослабило вплив Османської імперії на Балканах і послужило розширенню російсько-молдовських політичних зв'язків.